# Paroy-en-Othe
Paroy-en-Othe è un comune francese di 213 abitanti situato nel dipartimento della Yonne nella regione della Borgogna-Franca Contea.

## Società

### Evoluzione demografica
Abitanti censiti